# Кошачья лапа (Звёздный путь: Оригинальный сериал)
«Кошачья лапа» (англ. «Catspaw») — седьмой эпизод второго сезона американского научно-фантастического телесериала «Звёздный путь», впервые показанный на телеканале NBC 27 октября 1967 года.

## Сюжет
Звёздная дата 3018.2: Звездолёт Федерации «Энтерпрайз» под командованием Джеймса Тиберия Кирка прибывает на безжизненную планету Пьюрис VII, на которую снаряжается десантная группа в составе Монтгомери Скотта, Хикару Сулу и Джексона. Там с ними что-то произошло. Телепортировался обратно только Джексон, после чего сразу умер. Капитан и Леонард Маккой услышали голос, объявивший им, что корабль проклят и приказывающий улетать. Кирк, Спок и Маккой спускаются на планету, чтобы найти пропавших членов экипажа.
На планете десант видит нечто, что можно описать как призраков. Они разговаривают с капитаном и советуют тому уходить, пока он ещё живой. Спок утверждает, что это была кем-то созданная иллюзия. Пройдя вглубь, десант находит вход в замок, связь с «Энтерпрайзом» потерялась без видимых на то причин. На корабле в этот момент их потеряли из поля зрения сенсоров. В замке часть экипажа проваливается под землю, а очнувшись оказывается прикованными в тюремной камере. Кирк и Маккой замечают, что всё в замке напоминает человеческие кошмары и истории ужасов.
В камеру приходят Скотт и Сулу, которые странно себя ведут и похожи скорее на роботов. Вскоре все члены десанта попадают в комнату к виновнику их проблем. Он называет себя Короб. Он разговаривает со своей чёрной кошкой. Спок рассказывает людям о легендах про демонов, заключённых в оболочку животных. Команда требует объяснений у Короба. Он обещает им состояние, если они уйдут с планеты. Кошка убегает в другую комнату, а оттуда появляется женщина, которая представлена как Сильвия. Она рассказывает, что Сулу и Скотт под гипнозом и это она убила Джексона одной лишь силой мысли.
Энтерпрайз оказывается в силовом поле, с корабля не могут отправить десант на помощь. Спок предполагает в камере, что Короб и Сильвия добрались до подсознания людей, но не достигли сознания, так как «промахнулись» с декорациями. Маккой также оказывается под влиянием существ и приходит в камеру за капитаном. Сильвия рассказывает Джеймсу Кирку, что пришла из мира без ощущений и просит рассказать его о власти. Кирк, поняв, что это её слабость, целует её. Сильвия проговаривается о неком приборе — трансмутаторе, который преобразовал их с Коробом в физические оболочки. Но женщина понимает, что капитан её использует и угрожает уничтожить мир людей.
Короб приходит в камеру и освобождает Кирка и Спока, он говорит, что Сильвия обезумела от телесной оболочки. Они с ней прибыли в нашу галактику с миром, но сейчас Сильвия может всех уничтожить. Она снова превратилась в кошку. Спок предполагает, что это из-за расовой памяти, так как кошки, по его словам, самые жестокие хищники. Короб погибает — кошка опрокидывает на него дверь. Сильвия снова превращается в женщину и телепортирует Кирка к себе в комнату. В руках Кирка трансмутатор, который он забрал у Короба. Капитан разбивает его.
Всё исчезает, Сильвия и Короб окончательно погибли. Кирк просит поднять на борт пятерых.

## Сценарий
Сценарий эпизода, как и некоторых других, был написан американским писателем-фантастом Робертом Блохом на основе его раннего рассказа «Шабаш» (англ. Broomstick Ride), впервые опубликованного в 1957 году. На русском языке рассказ увидел свет в 2016 году.

## Производство
Элементы готики наталкивают героев на воспоминания о хэллоуине. Эпизод вышел за три дня до этого праздника в 1967 году.
Актёр Тео Маркус, игравший в этом эпизоде Короба, погиб в автокатастрофе в Лос-Анджелесе, штат Калифорния спустя месяц с момента выхода эпизода на экраны.

## Отзывы
Зак Хэндлен из A.V. Club поставил этому эпизоду оценку «B-», отмечая хороший монтаж и упоминает хороший ход с увеличенной кошкой. Так же он заметил, что сюжет уникален, ничего подобного в сериале раньше не встречалось.

## Ремастеринг
28 октября 2008 года на экраны вышла отредактированная версия эпизода. Помимо улучшенного видеоряда и отредактированной звуковой дорожки (эти изменения затронули все эпизоды оригинального сериала), в эпизоде присутствуют другие изменения:
- была добавлена трёхмерная модель всего замка вместо ворот в оригинальной версии;
- анимация появления драгоценностей на тарелках была заменена на более современную;
- были отредактированы сцены с увеличенной в размерах кошкой.